# Patrick Thaler

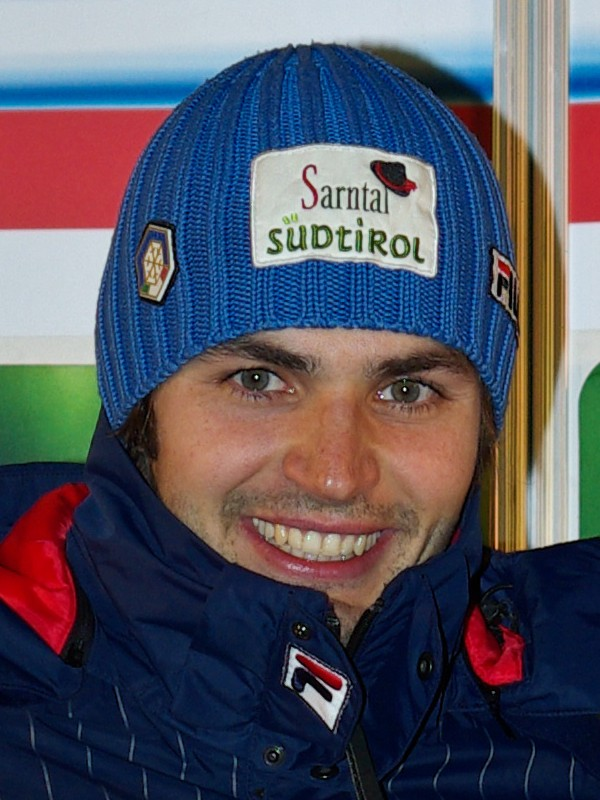
Retrato de Patrick Thaler

Patrick Thaler nació el 23 de marzo de 1978 en Bolzano (Italia), es un esquiador que tiene 3 podiums en la Copa del Mundo de Esquí Alpino.

## Resultados

### Campeonatos Mundiales
- 2009 en Val d'Isère, Francia
  - Eslalon: 7.º

### Copa del Mundo

#### Clasificación general Copa del Mundo
- 1997-1998: 103.º
- 1999-2000: 117.º
- 2003-2004: 105.º
- 2004-2005: 58.º
- 2005-2006: 57.º
- 2006-2007: 101.º
- 2007-2008: 57.º
- 2008-2009: 51.º
- 2009-2010: 96.º
- 2010-2011: 132.º
- 2011-2012: 51.º
- 2012-2013: 46.º
- 2013-2014: 21.º
- 2014-2015: 56.º

#### Clasificación por disciplinas (Top-10)
- 2013-2014:
  - Eslalon: 4.º
- 2015-2016:
  - Eslalon: 10.º